# Gesundbrunnen (Sagard)

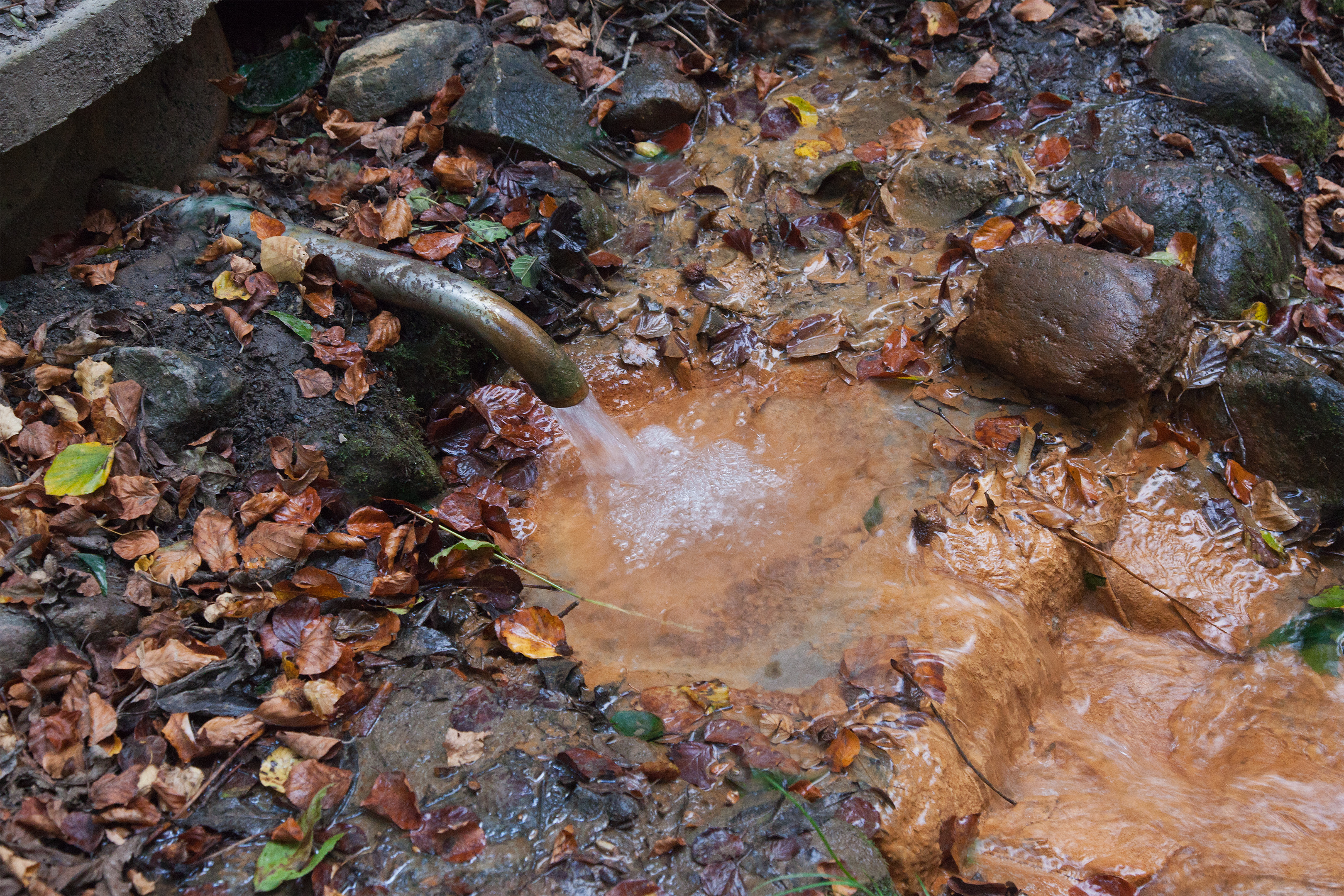
Ehemalige Hauptquelle

Der Gesundbrunnen Sagard war eine Kur- und Badeanstalt in Sagard auf Rügen. Die 1795 eröffnete Anstalt machte Sagard zum ersten Badeort auf Rügen und begründete einen Heilbadbetrieb, der bis etwa 1830 erfolgte. 

## Geschichte

### Die Anfänge
Anfänge eines Badebetriebes gab es in Sagard bereits Mitte des 18. Jahrhunderts. Grundlage waren die eisen-, kalk- und kohlensäurehaltigen Quellen, die sich in den durch die „Brunnenaue“ fließenden Sagarder Bach ergießen. Ende des 18. Jahrhunderts ließ der Pastor Heinrich Christoph von Willich (1759–1827) einige der auf kirchlichen Grund liegenden Quellen reinigen und einfassen, Plätze und Wege anlegen sowie ein Badehaus einrichten. Die „Brunnen-, Bade- und Vergnügungsanstalt“ öffnete am 4. Juli 1795. Sagard war somit der erste Badeort auf Rügen. Willichs Bruder, Dr. Moritz von Willich, förderte als Landphysikus von Rügen und Schwedisch-Vorpommern die Entwicklung des Badebetriebes, indem er zwei Werbeschriften für den Gesundbrunnen verfasste. Er schrieb u. a.: Der kleine Bach ergötzt hier durch kleine Wasserfälle und an anderen Stellen durch sein sanftes Rieseln zwischen den geschlängelten Einschnitten der Wiese. Ungemein anmutig sind die beiden Spaziergänge längs der Brunnen-Aue, von der der eine unten, der andere höher an der Berglehen fortläuft. An Ergötzlichkeiten anderer Art, als da sind: Karussell, Kegelbahn, Spieltische, Fortuna, Schaukel, Wippen, Scheiben, Musik und Tanz fehlt auch nicht.

### Erfolge
Schon im Eröffnungsjahr wurden etwa 100 Kurgäste gezählt, vorrangig Mitglieder rügenscher Adelsfamilien und Beamte aus Stralsund und Greifswald. Das für sie errichtete Badehaus verfügte über ein Zimmer für warme Bäder, ein Sturzbad und zwei Räume für warme und kalte Spritz-, Tropf-, Knie- und Fußbäder. Die Badegäste wohnten im Gasthof „Lindenhaus“ und in verschiedenen Privatquartieren. Ihre medizinische Betreuung und Beratung übernahm Dr. Moritz von Willich, ein spezieller Badearzt wurde nicht eingestellt. Bis zum ersten Jahrzehnt des 19. Jahrhunderts wuchs die Zahl der teils auch ausländischen Badegäste auf 500 an. Zu den bekanntesten Badegästen zählten Christoph Wilhelm Hufeland, Martin Heinrich Klaproth, Heinrich von Kleist und Wilhelm von Humboldt. Das Interesse am Besuch des Sagarder Gesundbrunnens erklärte sich auch aus dem herrschenden Zeitgeist der Romantik heraus. Die unberührte Natur Rügens faszinierte die Badegäste. Christoph von Willich förderte die Faszination, indem er einen Weg bis zu den Kreidefelsen der Stubbenkammer anlegen ließ. Der Bau gilt, inklusive eines 600-Stufen-Abstieges zum Ostseestrand, als erste touristische Erschließungsmaßnahme der Naturschönheiten Rügens.

### Konkurrenz und Niedergang
Um 1810 ließ der Badebetrieb infolge der Besetzung Rügens durch napoleonische Truppen und den damit in Zusammenhang stehenden Koalitionskriegen nach. Bereits 1807 hatte Christoph von Willich den Posten des Kurdirektors niedergelegt. Aufgrund des Niedergangs des Badebetriebes wurden Pläne zur Erweiterung des Mineralbades, die u. a. die Anlage eines Ballhauses, eines Belvedere und weiterer Alleen vorsahen, nicht umgesetzt. Die Gründung der Residenzstadt Putbus (1810) und der Bau des Badehauses in Goor (1817/1818) in deren Nähe stellte eine zusätzliche Konkurrenz dar. Statt der bisherigen klassischen Bäder kam Anfang des 19. Jahrhunderts das Freibaden in der Ostsee in Mode. Trotzdem nahm ein bürgerlicher Pächter 1818 nochmals den Badebetrieb auf. 1819 schrieb der Chronist Johann Jakob Grümbke: Sagard auf Jasmund (hat) 106 Häuser und 614 Einwohner, mit einem Gesundbrunnen, der ziemlich besucht wird. Der Erfolg hielt aber nicht an, denn bereits 1833 berichtet Friedrich Karl von Strombeck über Sagard, woselbst ein verlassener und verfallener Gesundbrunnen […]

### Heutige Situation
An den damaligen Kurpark mit seinen Promenaden, Brunnen- und Badehäusern erinnert heute die Historische Parkanlage Brunnenaue, die an historischer Stelle über die Geschichte des ersten Badebetriebs auf Rügen durch Beschilderung informiert. Der Park war nach einer Teilrekonstruktion am 7. April 2007 wieder eingeweiht worden.

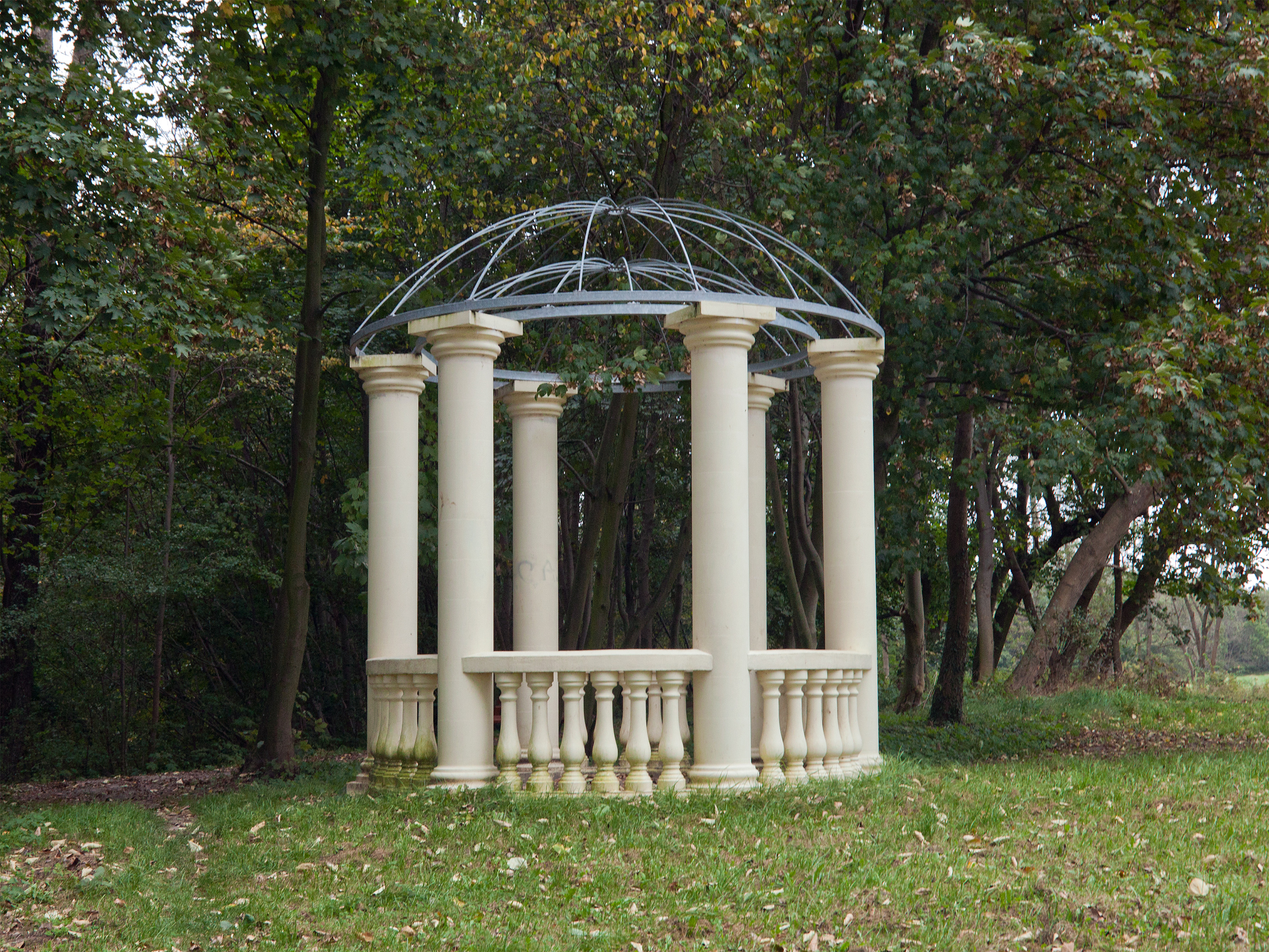
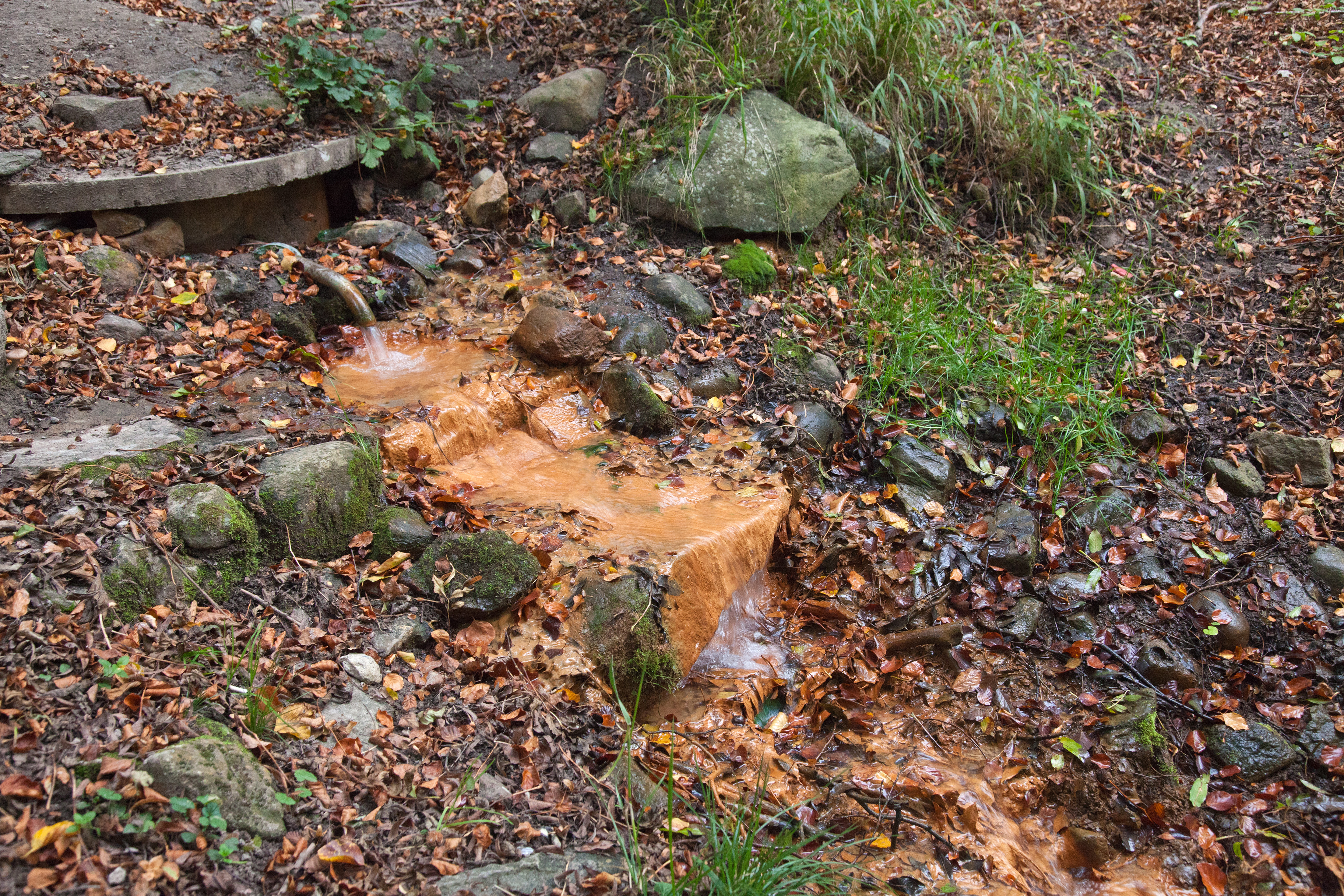
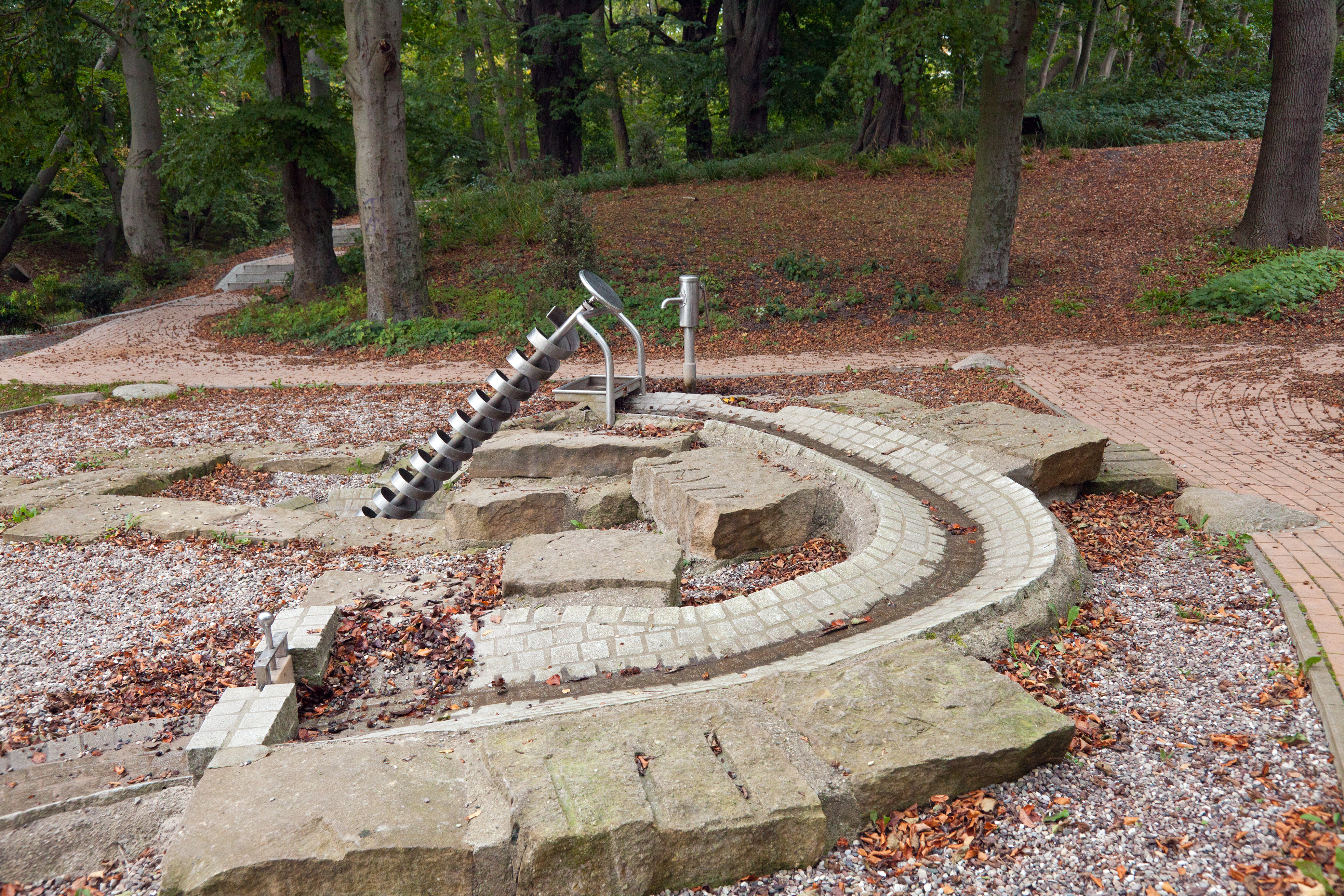
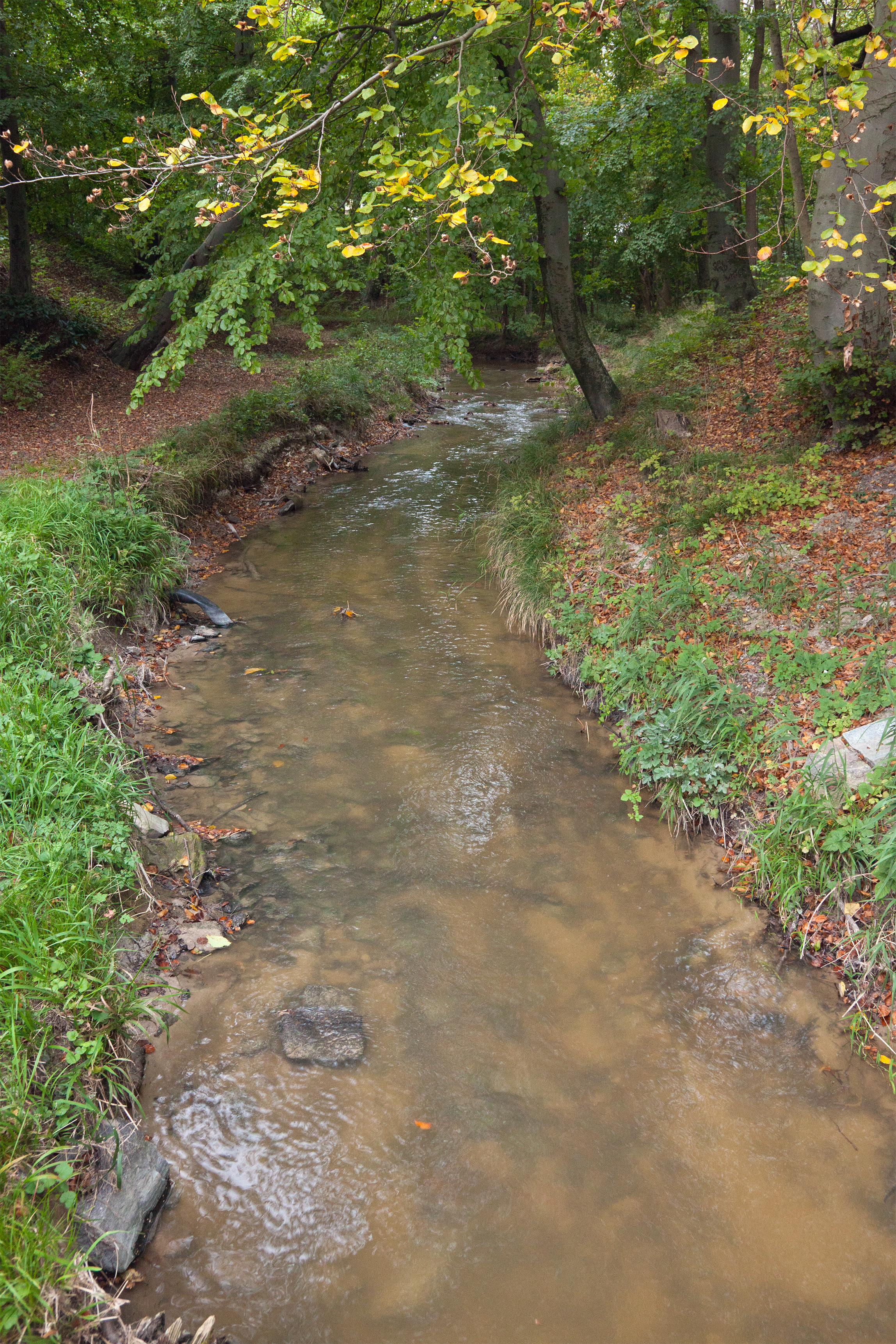
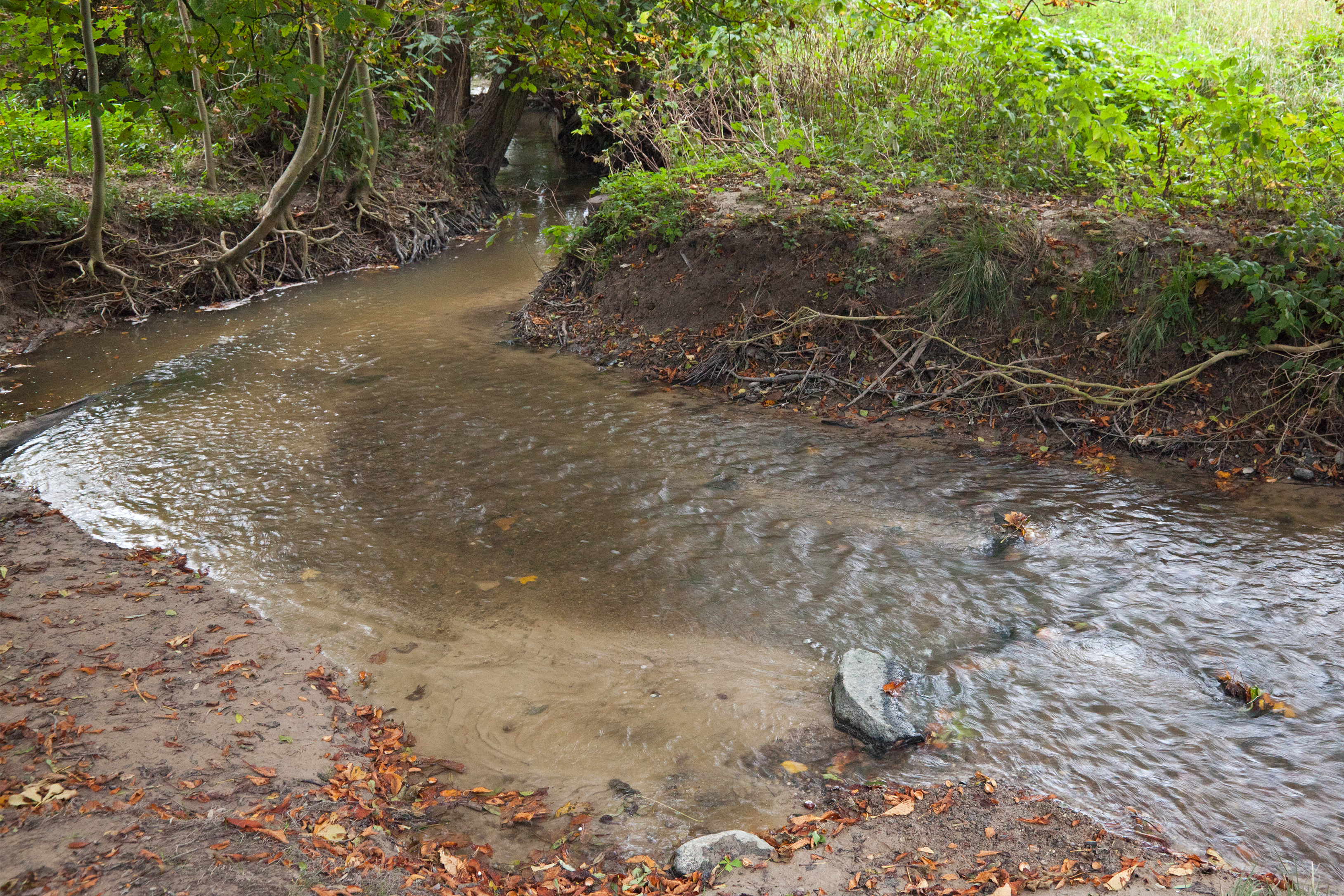